# NGC 2781
NGC 2781 је спирална галаксија у сазвежђу Хидра која се налази на NGC листи објеката дубоког неба.
Деклинација објекта је - 14° 49' 2" а ректасцензија 9h 11m 27,5s. Привидна величина (магнитуда) објекта NGC 2781 износи 11,6 а фотографска магнитуда 12,5. Налази се на удаљености од 27,5000 милиона парсека од Сунца. NGC 2781 је још познат и под ознакама MCG -2-24-2, IRAS 09091-1436, PGC 25907.